# Goniatitina
I Goniatitina sono un sottordine di cefalopodi estinti appartenenti agli Ammonoidea (ammoniti in senso lato), ordine Goniatitida. Si tratta delle goniatiti più tipiche, forme vissute dal Devoniano Superiore (Frasniano) al Permiano Superiore. Si tratta di cefalopodi dotati di conchiglia esterna (ectococleati), con camere interne collegate da un sifone che permetteva all'animale di introdurre nelle camere stesse gas e liquido tramite un processo osmotico per variare il proprio galleggiamento.  L'animale viveva solo nell'ultima camera, la più ampia (camera d'abitazione). L'elemento più caratterizzante di questo gruppo sono le suture settali, con lobi e selle fortemente angolosi, definita per l'appunto goniatitica.